# Kazys Sruoga
Kazys Sruoga – litewski strzelec, medalista mistrzostw świata.

## Kariera
Sruoga zdobył jeden medal mistrzostw świata. Na zawodach w 1937 roku został srebrnym medalistą w pistolecie szybkostrzelnym z 25 m drużynowo (skład zespołu: Pranas Giedrimas, Antanas Karčiauskas, Antanas Mažeika, Vladas Nakutis, Kazys Sruoga). Indywidualnie uplasował się na 9. miejscu. Uczestniczył także na mistrzostwach świata w 1939 roku.
W 1937 roku zwyciężył w zawodach państw nadbałtyckich w pistolecie szybkostrzelnym z 25 m. W tym samym roku został trzykrotnym mistrzem Litwy w strzelaniu z pistoletu pneumatycznego z 25 m, w tym raz indywidualnie i dwukrotnie drużynowo. W 1938 roku stał pięciokrotnie na podium olimpiady narodowej w pistolecie pneumatycznym z 25 m i pistolecie szybkostrzelnym z 25 m. Był czterokrotnym rekordzistą Litwy.

## Wyniki

### Medale mistrzostw świata
Opracowano na podstawie materiałów źródłowych:
| Mistrzostwa   | Konkurencja                              | Wynik                   | Miejsce |
| ------------- | ---------------------------------------- | ----------------------- | ------- |
| Helsinki 1937 | Pistolet szybkostrzelny, 25 m, drużynowo | 244 lub 91 pkt. (druż.) | srebro  |